# 奧布拉尼亞克
盧多維奇·奧布拉尼亞克 （波蘭語：Ludovic Obraniak，1984年12月3日—）是一位波蘭足球運動員。他目前效力于法甲球隊波爾多。奧布拉尼亞克也是波蘭國家足球隊的隊員。在場上他主要司職進攻型中場。他的職業足球生涯開始于梅斯，2007年轉會至里爾。奧布拉尼亞克過去是法國U21代表隊的隊員之一，不過現在他已轉籍至波蘭國家隊。

## 外部連結
- （波兰語）奧布拉尼亞克（页面存档备份，存于） (90minut.pl)